# 霍巴特 (印地安納州)
霍巴特（英語：Hobart）是一個位於美國印地安納州萊克縣的城市。

## 人口
根據2010年美國人口普查的數據，霍巴特的面積為68.89平方千米，當中陸地面積為67.92平方千米，而水域面積為0.97平方千米。當地共有人口29,059人，而人口密度為每平方千米421.82人。